# III. Jazdagird szászánida király
III.Jazdagird (618/620 körül – 651) II. Huszrau egyik unokája, a Szászánida Birodalom 29. és egyben utolsó királya 632-651 között. III. Jazdagird 632. június 16-án lépett trónra.

## Politikai háttér
Trónra lépésének évében jelentek meg az első iszlám arab hódítók perzsa területen. A háborús évek Bizáncot és Perzsiát egyaránt meggyengítették, így a perzsák nem voltak képesek ellenállni az iszlám  arab hódításnak a gazdasági válság, a magas adók, a vallási problémák, a merev társadalmi rétegződés, a földesurak növekvő hatalma és az egymást követő uralkodóváltások miatt.
Valójában a szászánidák sohasem tanúsítottak igazi ellenállást az iszlám arab seregek által kifejtett nyomással szemben.

## Uralkodása
III.Jazdagir még gyermek volt, mikor trónra került, ezért tanácsnokai kormányoztak helyette. Ők képtelenek voltak a kis feudális királyságok csoportjára degradálódott Birodalmat újra egyesíteni, annak ellenére, hogy Bizánc már nem jelentett fenyegetést, mivel a háborús évek legalább annyira meggyengítették, mint Perzsiát és maga is az arabok ellen küzdött.
Az első perzsa-arab csata 634-ben volt Puente mellett. Ez perzsa győzelemmel végződött, ennek ellenére nem oszlatta el az arab fenyegetést. Az arabok nem sokkal később ismét feltűntek Khalid-ibn-Walid vezetésével, aki Mohamed tanítványa és az arab seregek vezére volt.
637-ben az Omar ibn al-Hattáb vezetése alatt álló muzulmán sereg Al-qadisiyyah síkságán legyőzte a nagyobb létszámú perzsa sereget, melyet Rostam Farrokzhad vezetett. Ezután az arabok hosszú ostrom után elfoglalták a perzsa fővárost, Ktésziphónt. A csata után Omar ibn Al-Hattább kalifa megpróbálta rávenni III. Jazdagirdet, hogy térjen át iszlám hitre, de ő ezt elutasította, és kelet felé menekült, maga után hagyva a birodalmi kincstár nagy részét. A Ktésziphont elfoglaló arabok nem sokkal a perzsa király elmenekülése után gyakorlatilag a nullával tették egyenlővé a szászánida kormányzatot, s ezzel olyan finanszírozási forrást kaparintottak meg, mellyel minden céljukat megvalósíthatták.
Feltételezhető, hogy az asawara perzsa lovagság képes lett volna legyőzni az arabokat, de a perzsa erők sosem tudtak időben egyesülni és hiányzott az erős császári kéz. Néhány szászánida kormányzó megpróbálta összevonni erőit, hogy feltartóztassa az arabokat, de ezek az erőfeszítések nem hoztak eredményt, mivel hiányzott a központi hatalom és a kormányzók seregét az arabok a nihavandi csatában megsemmisítették. Ezután a Birodalom védtelen maradt az arabokkal szemben, mert hiányzott a katonai vezetés, megtizedelődött a sereg, lerombolták gazdasági forrásait, eltűnt az asawara lovagi kaszt.
Értesülvén a nihawandi vereségről III.Jazdagirt a perzsa nemesség nagy részével még északabbra menekült, Jorasán provinciába. Jazdagirdet 651-ben egy molnár megölte Mervben (Sogdiana). A maradék nemesség Közép-Ázsiában telepedett le (főleg Jwrizmban), ahol nagy mértékben hozzájárultak a perzsa kultúra és nyelv ottani elterjedéséhez. Szintén részt vettek az első iráni dinasztia, a Szamanid megalapításában.

## Hatása a zoroasztriánus naptárra
A zoroasztriánus naptár, melyet még ma is használnak, III. Jazdagird trónra lépésétől számítja az éveket.

## Családja
Fia, Péroz Kínába menekült. Lánya, Shahrbanu feltételezhetően Husszein ibn Ali felesége lett. Másik lányát, Izdundadot a zsidó Busztanáj ben Hanináj vette feleségül.

## Fordítás
- Ez a szócikk részben vagy egészben  az   Imperio Sasánida című spanyol Wikipédia-szócikk fordításán alapul.  Az eredeti cikk szerkesztőit annak laptörténete sorolja fel. Ez a jelzés csupán a megfogalmazás eredetét és a szerzői jogokat jelzi, nem szolgál a cikkben szereplő információk forrásmegjelöléseként.
- Ez a szócikk részben vagy egészben  a   Yazdgerd III című angol Wikipédia-szócikk fordításán alapul.  Az eredeti cikk szerkesztőit annak laptörténete sorolja fel. Ez a jelzés csupán a megfogalmazás eredetét és a szerzői jogokat jelzi, nem szolgál a cikkben szereplő információk forrásmegjelöléseként.